# Servicio Postal de los Estados Unidos
El Servicio Postal de los Estados Unidos, USPS (United States Postal Service), es un organismo federal independiente de la división ejecutiva del gobierno que controla el servicio de correo en Estados Unidos.

## Distribución
El sistema de distribución a nivel nacional es por medio de 79065
códigos ZIP, los que constan de cinco dígitos.

## Servicio que ofrece

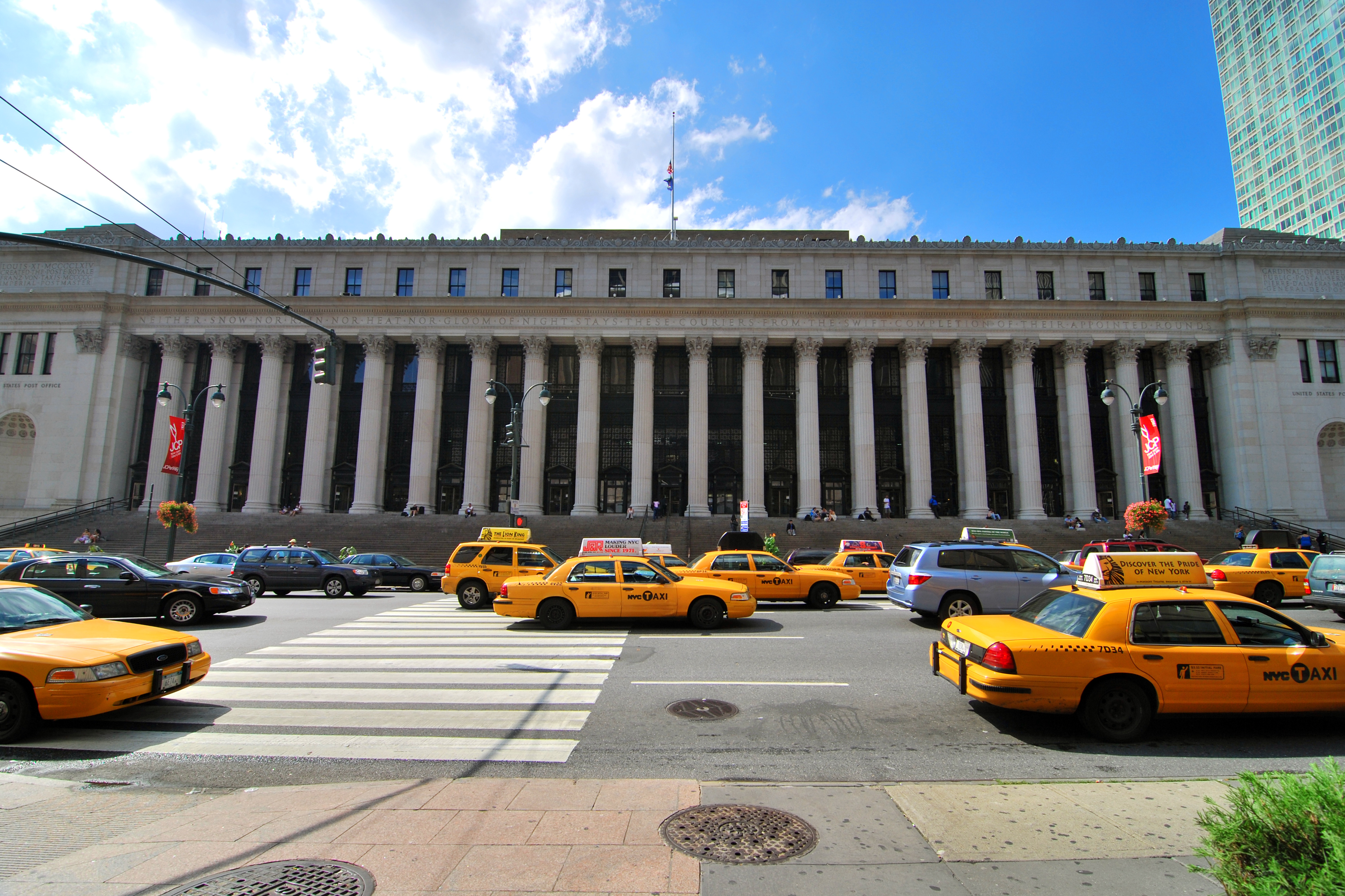
Oficina de Correos James A. Farley - Ciudad de Nueva York

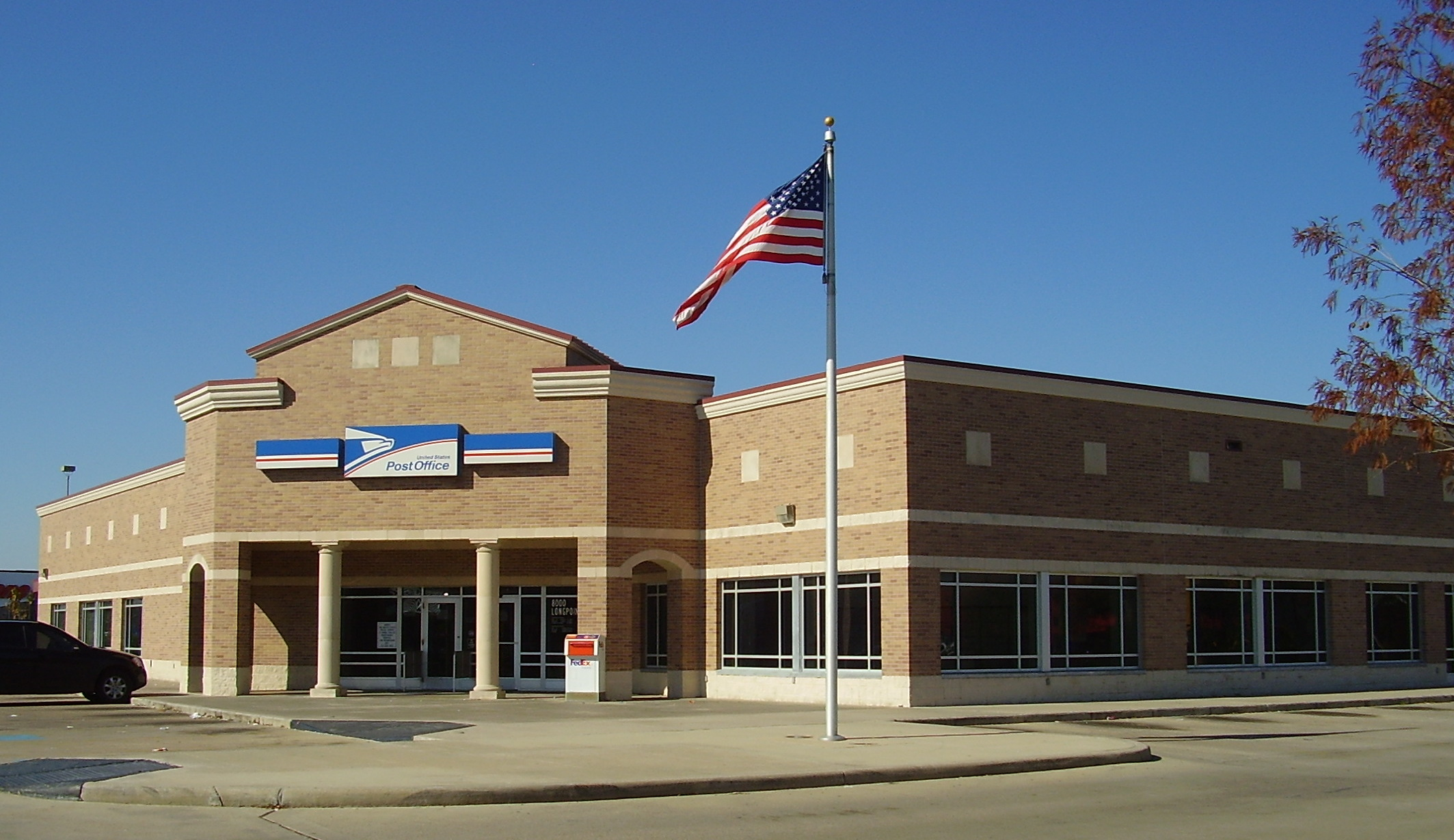
Oficina de Correos de Long Point - Spring Branch, Houston, Texas

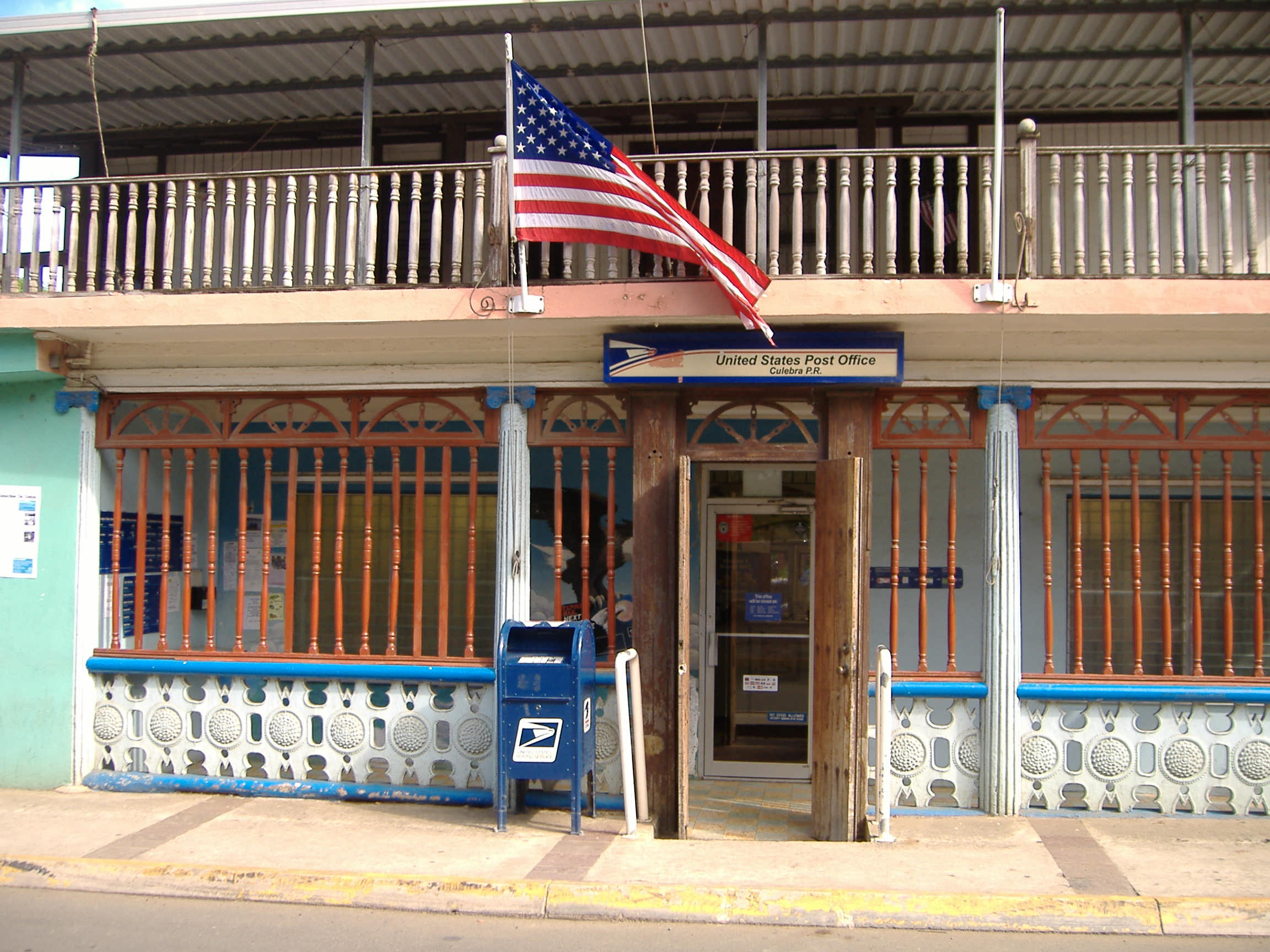
Oficina de Correos de Culebra - Culebra, Puerto Rico

Express MailEs una forma de envío que garantiza la entrega al día siguiente, sea domingo o festivo, al destino. A excepción de las empresas que no trabajen sábado, domingo o festivo federal.
Priority MailEnvío en tres o cuatro días.
Envío de primera claseson recibidas según la distancia entre uno a cuatro días.
Delivery ConfirmationEs un servicio por el cual el Servicio Postal confirma el día y hora de llegada a destino de una carta o paquete. Es un pago adicional al costo del envío normal,
Correo certificadoEs un servicio de pago adicional, mediante el cual la pieza de correo a enviarse tiene un trato preferencial y debe ser firmado el recibido conforme por el destinatario.
Respuesta pagadaEs un servicio de pago adicional al normal de la pieza de correo por medio del cual el destinatario deberá firmar el formulario para tal efecto, y que se devolverá a la persona que lo ha enviado. Este servicio es tanto para el servicio nacional como para envíos al extranjero.
Correo registradoEs un servicio de pago adicional, que el usuario lo utiliza cuando envía, generalmente, un documento muy importante. Puede hacerlo para el servicio nacional así como también para el extranjero.
SeguroEs un pago adicional, que se hace cuando se envía una encomienda para el extranjero. Es opcional para el servicio nacional.

## Otros servicios gratuitos
¿Qué hacer cuando Ud. se muda?
Deberá rellenar un formulario especial llamado Change Of Address (Cambio de dirección). Se puede hacer por Internet, o solicitarlo y rellenarlo en la oficina de correo o solicitarlo a su cartero. Este formulario le permitirá al Servicio Postal reenviarle a su nueva dirección, toda correspondencia que le llegue a donde Ud. vivía antes. 
Aún en el caso de que ud. se mude temporalmente (por vacaciones, traslado temporal de oficina de trabajo, etc). Solo deberá indicar si el cambio es permanente o temporal.
¿Qué hacer si Ud. se va de vacaciones?
El usuario puede irse con toda tranquilidad de viaje solicitando al Servicio Postal que toda su correspondencia sea puesta en Hold, esto es retener su correspondencia en la oficina de correo, hasta que ud. regrese de vacaciones. Y el día que ud. indique toda su correspondencia le será remitida a su domicilio. Lo puede hacer hasta por un mes. 
Esta solicitud la puede hacer por Internet, en la oficina de correo o a su cartero.

## Oficinas de ventas de timbre
En todos los distritos que tienen su código postal tienen varias oficinas del USPS donde se puede adquirir los sellos postales así como sobres o cajas y otros implementos para el envío de la correspondencia.
Generalmente el público estadounidense compra varios sellos postales, para evitar ir hasta la oficina de correo, que en algunos casos les queda lejos tanto de su domicilio como de su lugar de trabajo, ya que el USPS ha colocado en lugares estratégicos en la vía pública, unos buzones de color azul, donde el usuario puede depositar con toda confianza sus cartas. 
El USPS tiene asignados a empleados para que recojan diariamente los 365 días del año de cada uno de los buzones la correspondencia.

## Apartados postales

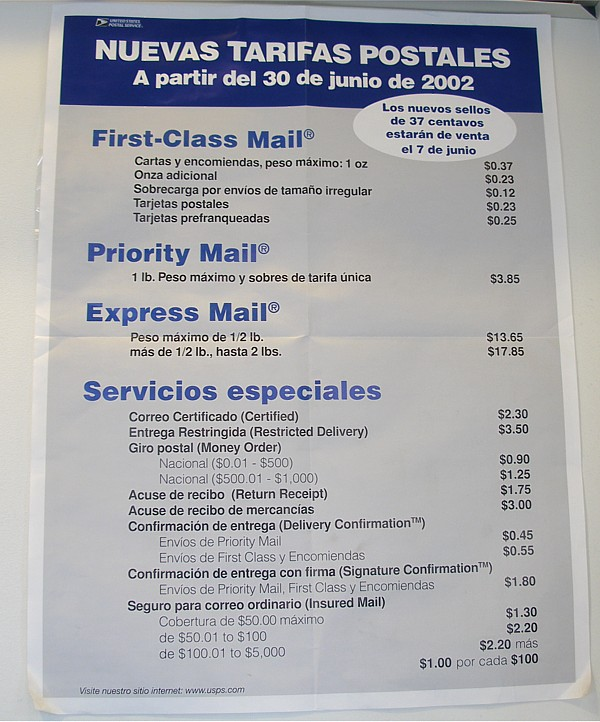
Un póster del USPS en español

Son una especie de casilleros de diferentes tamaños que se encuentran en las oficinas de correo, asignadas con un número. Estos pueden ser solicitados por el público o empresas para que reciban allí su correspondencia. Tienen acceso a ellos mediante sus llaves respectivas para uso de los usuarios. El usuario deberá comunicar a las personas o compañías que le escriben que le envíen a dicho apartado postal. Generalmente debe escribirse así: P.O. Box xxx, en lugar de su dirección domiciliaria.

## Estampillas y servicio por internet
El USPS ha generado en su página oficial USPS algunos servicios por Internet como compra de estampillas y envío de paquetes de servicio doméstico e internacional con etiquetas para ser escaneadas al recibo de las mismas.